# Министерство здравоохранения Филиппин
Министерство здравоохранения Филиппин несет ответственность за обеспечение доступа к основным государственным услугам здравоохранения для всех филиппинцев посредством предоставления качественной медицинской помощи и регулирование поставщиков медицинских товаров и услуг.

## История
- 1898 Совет по вопросам здравоохранения
- 1915 Служба здравоохранения Филиппин.
- 1933 Бюро здравоохранения
- 1940 Министерство здравоохранения и социальной защиты населения
- 1947 Департамент образования, здравоохранения и социальной защиты населения
- 1978 Министерство здравоохранения